# SpamPal
SpamPal est un logiciel libre anti-spam pour le système d'exploitation Microsoft Windows.

## Fonctionnement
La principale fonction de SpamPal est de marquer le spam pour le dissocier du reste du courrier électronique. 
Il se place entre le client et le serveur de messagerie électronique - qu'il utilise les protocoles POP3 ou IMAP - et teste les messages lorsqu'ils sont chargés.
Le logiciel utilise les listes de DNS Black Listing qui lui sont fournies pour déterminer si les courriers qu'il analyse sont indésirables ou non.
Chaque message que SpamPal considère être du spam est marqué avec un en-tête spécifique. 
Il suffit alors de configurer le client de messagerie pour filtrer tous les messages avec cet en-tête et les placer dans un dossier prévu à cet effet, voire, si le client le permet, les effacer automatiquement.

## Développement
La dernière version stable est la version 1.594 sortie le 24 octobre 2005.
La dernière version bêta est la version 1.73g sortie le 18 février 2006. 
Le développement de SpamPal a cessé en 2006.
Toutefois, étant donné que le logiciel utilise des listes fournies par des tiers et non par les programmeurs eux-mêmes, son utilisation est toujours possible et il reste potentiellement efficace.

## Restrictions
SpamPal est prévu pour fonctionner sur un système d'exploitation Microsoft Windows parmi les suivants : Windows 95, 98, ME, NT, 2000, 2003 ou XP. Il fonctionne sous Windows 7.
Il n'est compatible qu'avec les serveurs e-mails utilisant les protocoles POP3 ou IMAP4 et donc incompatible avec les systèmes e-mails propriétaires.